# La Trinité (Martinica)

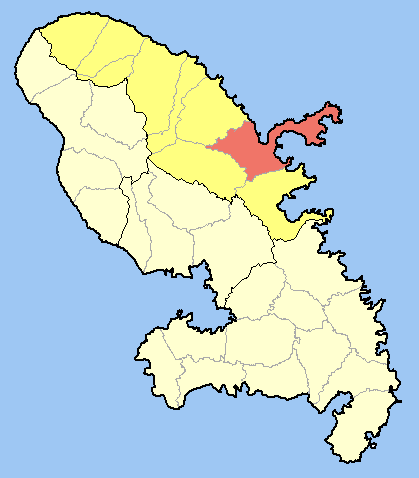
Situació de La Trinité

La Trinité és un municipi francès, situat a la regió de Martinica. El 2009 tenia 13.872 habitants. Compta en el seu territori la península de la Caravelle

## Administració
| Període | Identitat             | Partit                             |
| ------- | --------------------- | ---------------------------------- |
| 2008-   | Louis-Joseph Manscour | Grup Socialista, Radical i Ciutadà |

## Personatges il·lustres
- Coralie Balmy (1987)